# Brazey-en-Plaine
Brazey-en-Plaine è un comune francese di 2 588 abitanti situato nel dipartimento della Côte-d'Or nella regione della Borgogna-Franca Contea.

## Società

### Evoluzione demografica
Abitanti censiti